# サクソフォーン四重奏

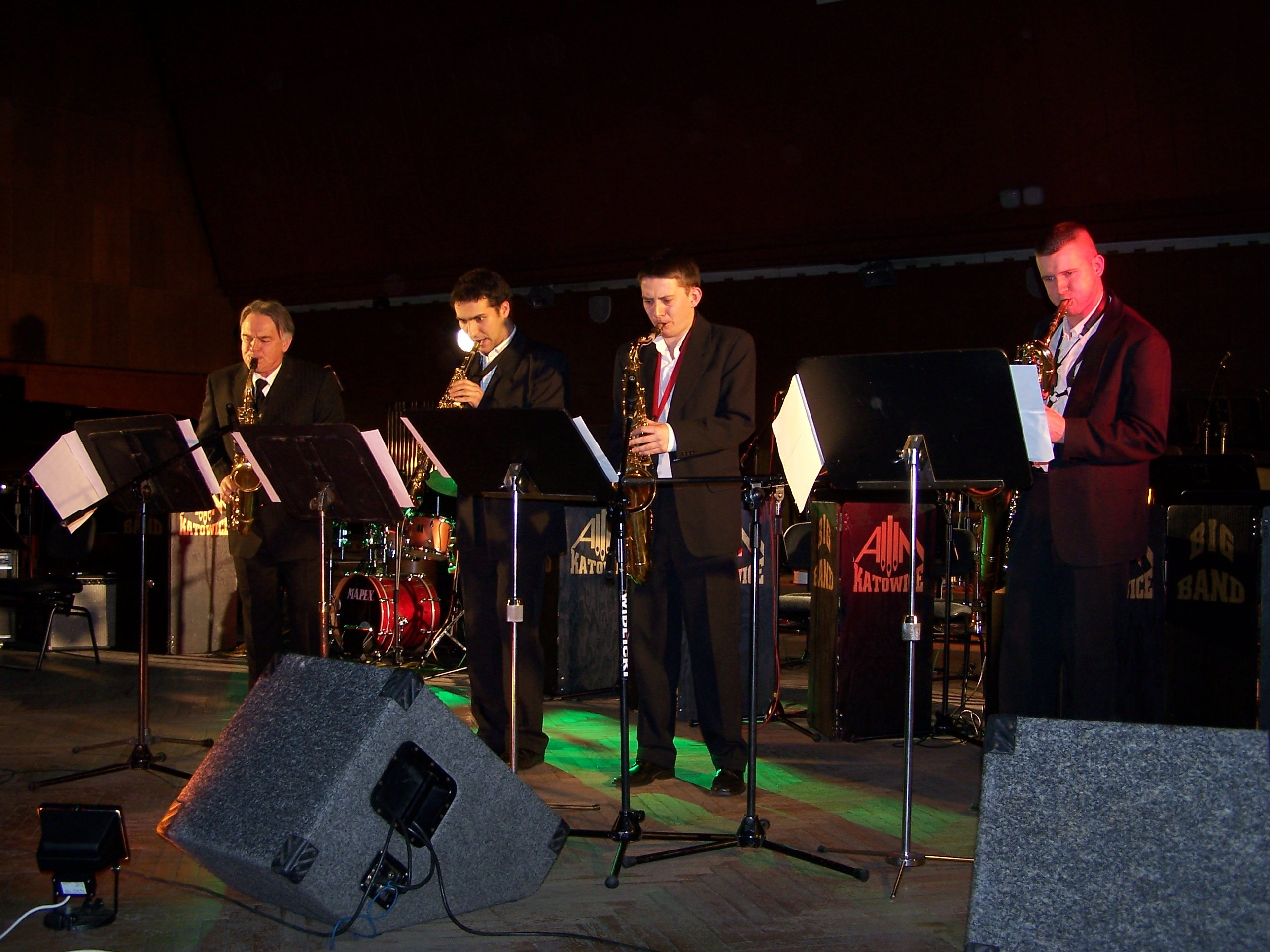
サクソフォーン四重奏団。右からバリトン、テナー、ソプラノ、アルト。

サクソフォーン四重奏（サクソフォーンしじゅうそう）は、4本のサクソフォーンによって演奏される重奏。サクソフォーンのためのアンサンブル曲としては、この四重奏が量（ジャン＝マリー・ロンデックスがまとめたところによると、150年ほどのサクソフォーンの歴史の中で1000曲以上が作曲されたという）・質ともに最も豊かなものである。

## 編成
サクソフォーン四重奏は、通常ソプラノ・アルト・テナー・バリトンの各サクソフォーン1本ずつで編成されるが、ソプラノの代わりにアルトが2本のものや、ソプラニーノサクソフォーンが用いられるものなども存在する。

## 歴史
サクソフォーン四重奏の形式は、1846年にアドルフ・サックスによってサクソフォーンが発明されて間もなく誕生した。サックスの友人であり、室内楽曲の形式の発展に貢献した作曲家のジャン＝バティスト・サンジュレーが、一般的にこの形式の発案者であると見なされている。サンジュレー自身はヴァイオリニストであったが、1858年に発表した「サクソフォーン四重奏曲第1番」（Premier quatuor pour saxophones）によって、サックスにこの形式を提唱したのである。
以降、サクソフォーン四重奏は主としてフランスを中心に発展した。また、マルセル・ミュールやシガード・ラッシャーなどの著名なクラシック・サクソフォーン奏者は自らのサクソフォーン四重奏団をもつことも多く、彼らに献呈された四重奏曲が多数存在する。

## 主なサクソフォーン四重奏団
- マルセル・ミュール・サクソフォーン四重奏団
- ラッシャー・サクソフォーン四重奏団
- ギャルド・レピュブリケーヌ・サクソフォーン四重奏団
- ダニエル・デファイエ・サクソフォン四重奏団
- アポロ・サクソフォーン四重奏団
- キャトル・ロゾー・サクソフォン・アンサンブル
- 東京サクソフォンアンサンブル
- アルモ・サクソフォン・クァルテット
- トルヴェール・クヮルテット
- J・Y・フルモー・サクソフォーンカルテット
- 雲井雅人サックス四重奏団
- グリーンレイ サクソフォンカルテット
- Adam サクソフォンカルテット
- シューン・サクソフォンカルテット

## 主なサクソフォーン四重奏曲
- ジャン＝バティスト・サンジュレー：サクソフォーン四重奏曲第1番
- ガブリエル・ピエルネ：民謡風ロンドの主題による序奏と変奏
- アレクサンドル・グラズノフ：サクソフォーン四重奏曲 作品109
- フローラン・シュミット：サクソフォーン四重奏曲
- ウジェーヌ・ボザ：アンダンテとスケルツォ
- アルフレッド・デザンクロ：サクソフォーン四重奏曲
- ジャン・フランセ：サクソフォーンのための小四重奏曲
- アルフレッド・リード：サクソフォーン四重奏のための「5つのカメオ」
- クロード・パスカル：サクソフォーン四重奏曲
- ジャニーヌ・リュエフ：サクソフォーン四重奏のためのコンセール
- イダ・ゴトコフスキー：サクソフォーン四重奏曲
- ボブ・ミンツァー：サクソフォーン四重奏曲
- フォースタン＆モーリス・ジャンジャン：サクソフォーン四重奏曲